# Mogolistan

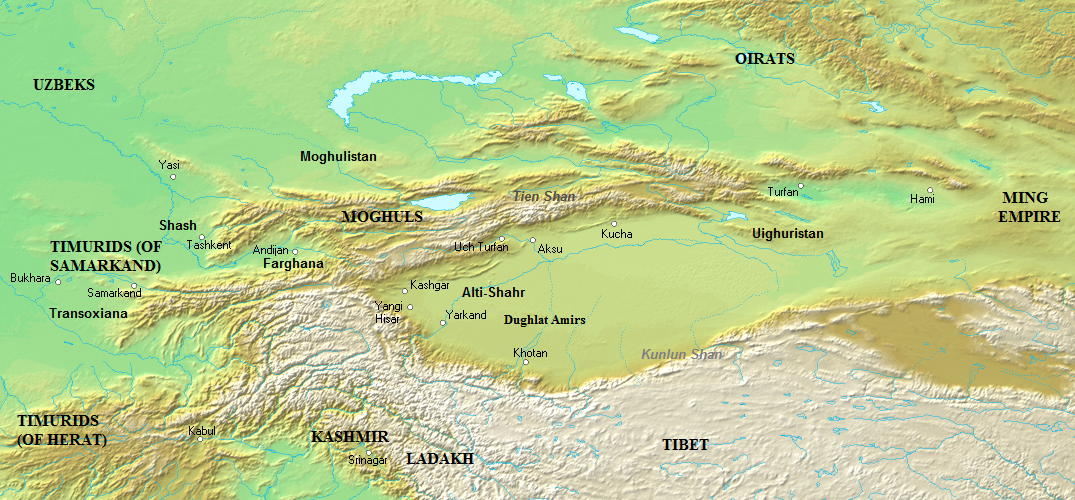
Àsia central a començaments de 1450. Els mogols controlaven Mogolistan, Alti Shahr, i Uiguristan.

Mogolistan o Mogholistan (lit. ‘país dels mongols’) fou el nom donat a partir del segle xiii a l'estepa, la plana i les muntanyes de l'Àsia central al nord de Transoxiana i del Sirdarià, abraçant la regió de Semirečye (en turc Yeti-su = país dels set rius) amb les conques dels rius Ili i Chu, estenent-se a l'est per les cadenes de Tien Chan i Ala Tan cap al Turquestan Oriental i Jungària (o sigui el modern Xinjiang). Va formar l'ulus de Txagatai Khan i fou regit per la seva nissaga, el txagataïdes. No hi havia ciutats rellevants a aquest territori, terre de nòmades que establien les seves ciutats en grups de tendes que es podien traslladar d'un lloc a l'altra, i les ciutats antigues havien estat destruïdes. La regió fou anomenada també Djete (que semble que vol dir "bandit" o "fora de la llei") i Kawarnas o Karaunas. Al segle xiv una branca dels txagataïdes va prendre el poder a la part oriental del kanat. Aquest segon kanat (Kanat oriental de Txagatai) fou conegut generalment com a kanat de Mogolistan (Moghulistan) i va durar fins a final del segle xvii.
El 1487, Ahmad Alaq va obtenir la independència del seu germà Mahmud Khan ibn Yunus Khan i va governar la part nord de la conca del Tarim des de Turfan a l'est, com a kanat de Turfan. El 1509 els dughlats, governants vassalls de la conca del Tarim, es van rebel·lar contra el Mogolistan i es van separar. Cinc anys més tard, Sultan Said Khan va conquerir els dughlats però va establir el seu propi Kanat de Yarkand.

## Llista de kans

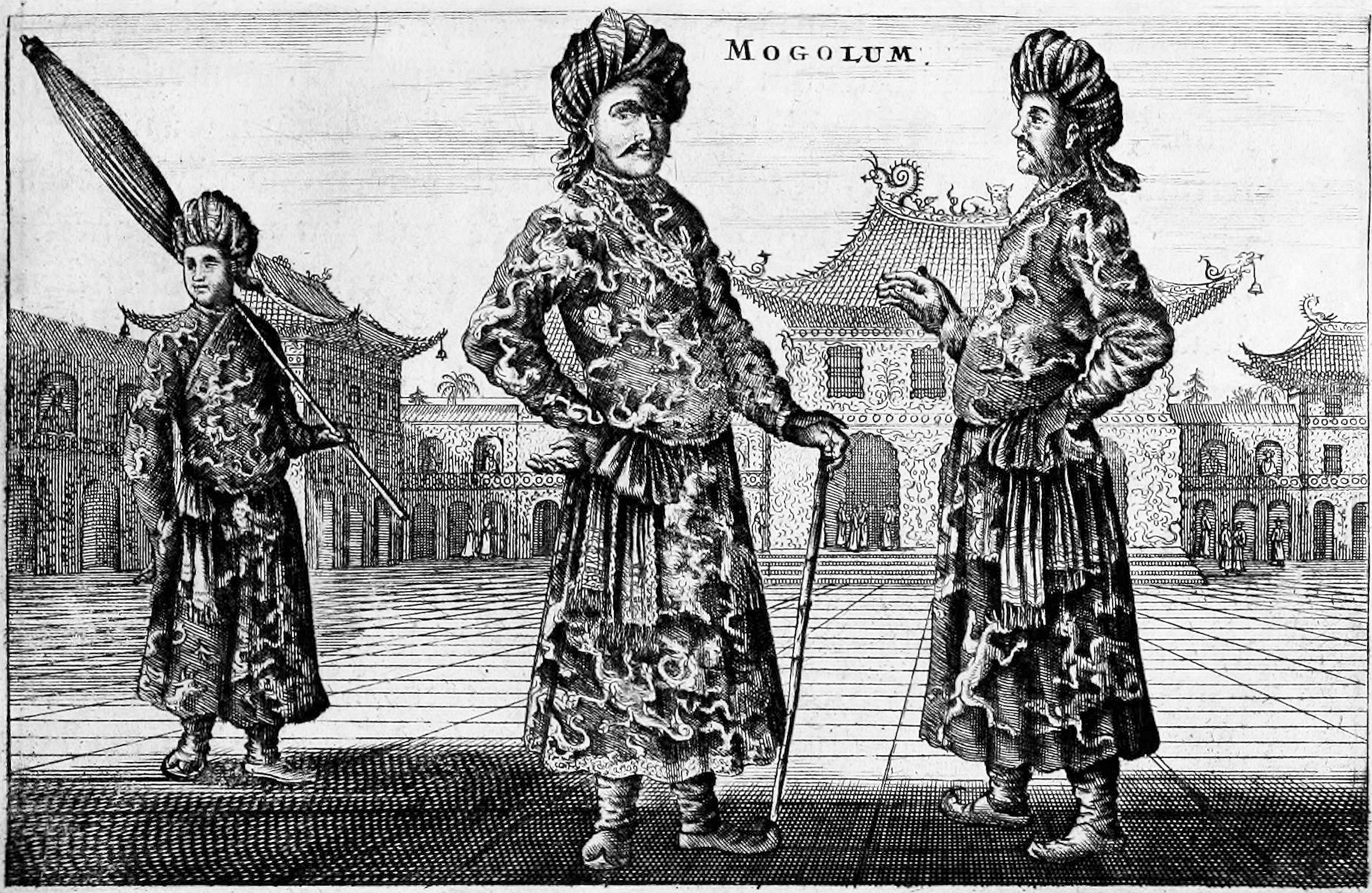
Enviats mogols vistos a Beijing el 1656 per Johan Nieuhof, el qual els va dur com a representants dels mogols de l'Índia. Tanmateix, Luciano Petech creu que es tracta visitants procedents de Turfan a Mogulistan.

A continuació es mostra una llista del governants i el períodes en què van exercir el poder:
- Tughluq Timur 1348-1363 (del Kanat de Txagatai -occidental- del 1358 al 1363)
- Ilyas Khoja 1363-1368 (del kanat de Txagatai el 1363)
- Kamar al-Din (a Kashgària, usurpador) 1368-1392
- Khidr Khoja 1389-1399
- Shams-i-Jahan 1399-1408
- Muhammad Khan 1408-1415
- Naksh-i-Jahan 1415-1418
- Uways Khan ibn Sher Ali 1418-1421
- Shir Muhammad ibn Shah Jahan 1421-1425
- Uways Khan ibn Sher Ali (segona vegada) 1425-1429
- Satuk Khan 1429-1434
- Esen Buka II ibn Uways Khan 1429-1462
- Yunus Khan (a Ili des de 1456, a Turfan 1472-87) 1462-1487
- Mahmud Khan ibn Yunus Khan 1487-1508
- Mansur Khan ibn Ahmad (a Turfan 1503-1545) 1508-1514
- Sultan Said Khan 1514-1533
- Abd al-Rashid Khan I (a Aksu 1521-1533) 1533-1560
- Kuraysh (a Khotan 1533-88; a Turfan 1570-88) 1571-1588
- Abdul Karim 1560-1591
- Muhammad II (a Turfan 1588-1591) 1591-1610
- Abd al-Latif Anak Khan 1610-1627
- Shudja al-Din Ahmad Khan (Pulad Khan) 1627-1632
- Mahmud Sultan (Kilidj Khan) 1632-1634
- Shudja al-Din Ahmad Khan (Pulad Khan)(segona vegada) 1634-1638
- Abd Allah (a Turfan 1634/5-1638/9) 1638-1669
- Nur al-Din 1669
- Ismail (a Aksu 1666-1670) 1669
- Ilbars 1669-1670
- Ismail (segona vegada) 1670-1678
- Muhammad Amin 1678-1679
- Ismail (tercera vegada) 1679-1682
- Abd al-Rashid Khan II (a Turfan 1680-1682) 1682-1694
- Yahya Shudja ibn Appak Shudja 1693-1695
- A l'imperi calmuc de Jungària 1694-1758